# Charles Du Bos

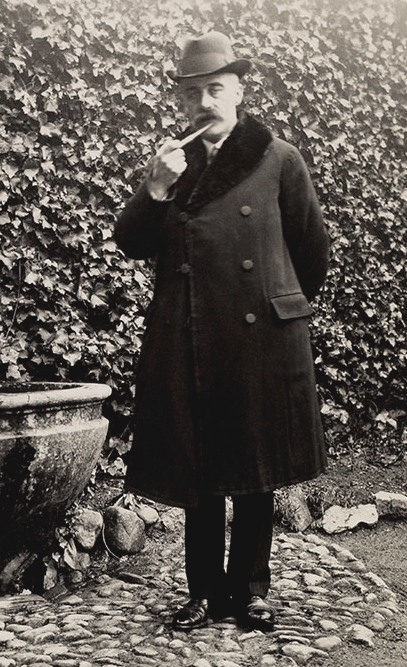
Charles Du Bos

Charles Du Bos (* 27. Oktober 1882 in Paris; † 5. August 1939 in La Celle-Saint-Cloud bei Versailles) war ein französischer Schriftsteller und Literaturkritiker.
Du Bos war befreundet mit André Gide, Ernst Robert Curtius und Gabriel Marcel.
Du Bos übernahm von Henri Bergson einen empfindsamen Ästhetizismus, der von der Innerlichkeit des Schriftstellers her das Kunstwerk verstehen will. Auf diese Art und Weise näherte er sich den Dichtern bis zur Neuschöpfung.

## Werke
- Notes sur Mérimée 1921
- Approximations 7 Bd. 1922–37
  - in Auswahl: Der Weg zu Goethe. 1949
- Le dialogue avec André Gide. 1929
  - Dialog mit André Gide 1961
- Byron et le Besoin de la Fatalité. 1929
- François Mauriac et le problème du romancier catholique. 1933
- Qu’est-ce que la littérature? 1938
  - Was ist Dichtung? Herder Verlag, Freiburg 1949
- Grandeur et misère de Benjamin Constant. 1946
- Journal. 9 Bde. 1946–1961
- Begegnung mit Rainer Maria Rilke, in: Lancelot. Der Bote aus Frankreich. Monatsschrift. G. Lingenbrink, Rastatt 1947, S. 58–62[1]

## Notizen
1. ↑  Auszug aus seinem Tagebuch vom 30. Januar 1925, also posthum veröff. Du Bos hatte Rilke in dessen vorletztem Lebensjahr näher kennengelernt. Orig.: Extraits d’un journal, 1908–1928

| Personendaten    | Personendaten                                      |
| ---------------- | -------------------------------------------------- |
| NAME             | Du Bos, Charles                                    |
| KURZBESCHREIBUNG | französischer Schriftsteller und Literaturkritiker |
| GEBURTSDATUM     | 27. Oktober 1882                                   |
| GEBURTSORT       | Paris                                              |
| STERBEDATUM      | 5. August 1939                                     |
| STERBEORT        | La Celle-Saint-Cloud                               |